# Syngrapha cuprina
Syngrapha cuprina är en fjärilsart som beskrevs av W. Warren 1913. Syngrapha cuprina ingår i släktet Syngrapha och familjen nattflyn. Inga underarter finns listade i Catalogue of Life.